# 斑鰭連鰭唇魚
斑鰭連鰭唇魚，為輻鰭魚綱鱸形目隆頭魚亞目隆頭魚科的其中一種，分布於西北太平洋的日本海域，體長可達6.2公分，棲息在沙底質海域，生活習性不明。